# Poliziotto in affitto
Poliziotto in affitto (Rent-a-Cop) è un film del 1987 diretto da Jerry London, con Burt Reynolds e Liza Minnelli.

## Trama
In un albergo di Chicago, a causa di uno spietato killer di nome Dancer, la prostituta Della Roberts si trova coinvolta, suo malgrado, in una sparatoria tra trafficanti di droga e un gruppo di poliziotti che stanno operando sotto copertura. Nello scontro a fuoco purtroppo alcuni poliziotti perdono la vita. Tra gli agenti scampati alla morte vi è Church che però, a causa del fallimento di questa missione, viene allontanato dalla polizia. Avendo visto in faccia il killer che ha ucciso alcuni colleghi di Church, Della si sente minacciata e decide di ingaggiarlo come guardia del corpo. Insieme scopriranno il marcio che si nasconde dietro questa vicenda, dove alcuni poliziotti corrotti in realtà "lavorano" per conto di un boss della malavita.

## Promozione
- I manifesti e le locandine utilizzate per la promozione del film all'epoca della sua diffusione nelle sale cinematografiche italiane sono state curate dall'illustratore Renato Casaro.
- "La faccia buona della giustizia" è la tagline usata per promuovere il film sulla copertina del DVD.

## Distribuzione
Il film è stato distribuito in alcuni paesi come ad esempio la Francia a partire dalla fine del 1987.

### Data di uscita
Alcune date di uscita internazionali nel corso degli anni sono state:
- 15 gennaio 1988 negli USA (Rent-a-Cop)[2]
- 22 aprile 1988 in Italia[3]

### Edizioni home video
- La prima pubblicazione italiana del film per il circuito home video è stata una videocassetta VHS della Penta Video.
- Nel 2004 la Prism Italy ha distribuito per la prima volta in Italia il film in DVD (codice EAN:8032758990243).

## Accoglienza

### Critica
- In un articolo pubblicato sul quotidiano La Stampa (all'epoca dell'uscita del film nelle sale cinematografiche) viene espresso un giudizio mediocre: Che tra Burt e Liza corra del tenero, nessuno oserebbe dubitare fin dal primo distratto sguardo al cartellone pubblicitario. Però il regista London, così indulgente nei riguardi del turpiloquio e della brutalità, ha un tocco di geniale misura rimandando all'infinito il primo bacio e il primo amplesso. Prima occorrerà saltare tra una pallottola e l'altra lottando insieme contro una polizia di mollaccioni e un establishment di delinquenti.[4]
- Su il quotidiano  L'Unità, invece, la pellicola all'epoca è stata giudicata come la versione povera di Chi protegge il testimone e inoltre, anche se la coppia Burt-Liza sembra funzionare, il lavoro del regista viene considerato senza estro e con evidenti difficoltà nel far combaciare gli esterni di Chicago con gli interni di Cinecittà.[5]